# NGC 3874
NGC 3874 é uma estrela dupla na direção da constelação de Virgo. O objeto foi descoberto pelo astrônomo William Herschel em 1784, usando um telescópio refletor com abertura de 18,6 polegadas. 